# 알렉산드르 보로다이
알렉산드르 유리예비치 보로다이(러시아어: Александр Юрьевич Бородай, 우크라이나어: Алєксандр Юр'євіч Бородай, 1972년 ~ )은 우크라이나로부터 독립을 선언한 자칭 국가인 도네츠크 인민 공화국의 총리이다. 그는 2014년 5월 16일 자칭 공화국 최고위원회에서 총리직을 임명받았다. 러시아 시민권자인 보로다이는 도네츠크로 가기 이전에 크림 공화국의 총리인 세르게이 악쇼노프의 정치 고문으로 활동했다. 2014년 8월 7일, 그는 총리직을 사임했다. 총리 자리는 자칭 도네츠크 인민 공화국의 부총리였던 알렉산드르 자하르첸코가 이어받았다.